# Ганиев, Хафиз
Хафиз Ганиев (3 марта  1926 — 12 июня 1990) — помощник старшего мастера мартеновского цеха Узбекского металлургического завода имени Ленина Ташкентского совнархоза, Бекабад. Герой Социалистического Труда (1958). Депутат Верховного Совета Узбекской ССР. Член ЦК КП Узбекистана

## Биография
Родился в 1926 году в семье колхозника.
В годы Великой Отечественной войны обучался металлургическому делу на Алапаевском металлургическом заводе. В 1944 году возвратился в Узбекистан, где участвовал в строительстве Узбекского металлургического завода (позднее — Узбекский металлургический комбинат). Был одним из первых сталеваров, выдавших первый ковш металла на этом предприятии. В 1947 году вступил в ВКП(б).
Указом Президиума Верховного Совета СССР от 19 июля 1958 года «за выдающиеся успехи, достигнутые в деле развития чёрной металлургии» удостоен звания Героя Социалистического Труда с вручением Ордена Ленина и золотой медали Серп и Молот.
Избирался председателем заводского профкома, членом заводского партийного комитета, заместителем директора по труду и кадровым вопросам. Был наставником рабочей молодёжи, внёс значительный вклад в воспитание местных узбекских металлургов.
Избирался депутатом Верховного Совета Узбекской ССР, членом ЦК КПУз, делегатом XIX съезда КПСС.
Проработал на Узбекском металлургическом комбинате до выхода на пенсию.
Персональный пенсионер союзного значения. Скончался 12 июня 1990 года.

## Награды
- Герой Социалистического Труда (19.07.1958)
- 2 ордена Ленина (16.01.1950,[3] 19.07.1958)
- Орден Красной Звезды
- Медаль «За трудовую доблесть»
- Медаль «За трудовое отличие»
- Заслуженный металлург СССР